# 강화 갯벌 및 저어새 번식지
강화 갯벌 및 저어새 번식지는 인천광역시 강화도 및 인근 도서의 갯벌로, 세계적인 희귀종인 저어새가 서식하고 있다. 2000년 7월 6일 대한민국의 천연기념물 제419호로 지정되었다. 면적은 약 4500만 m2(1억 3천 6백만 평)로 여의도의 52.7 배에 달하여 단일 문화재 지정구역으로는 가장 넓다.
강화갯벌 및 저어새 번식지 내 비도, 석도의 경우 번식지 보호를 위해 공개제한지역으로 지정되어 있어 관리 및 학술 목적 등으로 출입하고자 할때에는 문화재청장의 허가를 받아 출입할 수 있다.

## 강화 갯벌
강화 갯벌은 강화도 남부지역과 석모도, 볼음도 등 주변의 섬 사이에 자리하고 있다. 우리나라에서 보존 상태가 양호한 몇 남지 않은 갯벌로 경제적 생산성은 물론 자연 정화능력, 해양생태계의 보물창고로서 아주 중요한 곳이다. 또한 철새의 이동경로상 시베리아, 알래스카 지역에서 번식하는 철새가 일본, 호주, 뉴질랜드로 이동하는 중 먹이를 먹고 휴식을 취하는 중간 휴게소에 해당하는 곳으로 세계적인 희귀종인 저어새가 번식하고 있다.

## 저어새
저어새는 숟가락처럼 생긴 부리를 좌우로 저어가며 먹이를 찾는 모습이 특이해 저어새라고 하며, 부리가 쟁기와 같다고 하여 가리새라고도 한다. 세계적인 희귀종으로 종(種) 전체를 천연기념물 제205호로 지정하여 보호하고 있다.

## 참고 자료
- 강화 갯벌 및 저어새 번식지 - 국가유산청 국가유산포털